# Егорьевское (Московская область)
Егорьевское — деревня в Клинском районе Московской области, в составе Нудольского сельского поселения. Население — 1 чел. (2010). До 2006 года Егорьевское входило в состав Нудольского сельского округа.
Деревня расположена на юго-западе района, примерно в 28 км к юго-западу от райцентра Клин, на малой реке Юрьевка (приток Нудоли) (правый приток Нудоли), высота центра над уровнем моря 205 м. Ближайший населённый пункт — Алексейково в 0,5 км на северо-запад.

## Население
| 2002 | 2006 | 2010 |
| ---- | ---- | ---- |
| 8    | ↗10  | ↘1   |